# 너는 무엇을 후회하는가?
〈너는 무엇을 후회하는가?〉(君は何を後悔するのか? 키미와나니오코오카이스루노카[*])는 일본의 걸 그룹 STU48의 열 번째 싱글이다.